# Adrian Lewis
Adrian Lewis (Stoke-on-Trent, 21 januari 1985) is een Engelse darter die actief is in het circuit van de PDC. Zijn bijnaam luidt Jackpot. Lewis won in 2011 en 2012 het PDC-wereldkampioenschap.

## Carrière
Lewis maakte in 2004 zijn televisiedebuut op het UK Open. Sindsdien bereikte de darter de kwartfinales van het World Matchplay (2005) en het World Darts Championship 2006, waarin hij in een controversiële partij ternauwernood verloor van de latere finalist Peter Manley. Lewis raakte die wedstrijd volledig uit zijn spel na enkele opmerkingen van Manley. Een hoogtepunt voor Lewis was op de World Grand Prix in 2010: hij haalde de finale, die hij verloor van James Wade (6-3 in sets). In de halve finale had hij Phil Taylor verslagen met 5-4 in sets.
Lewis klom op tot de tweede plaats op de PDC-ranking en wordt beschouwd als protegé van zijn stads- en trainingsgenoot Phil Taylor. In 2011 versloeg hij in de finale van het PDC-wereldkampioenschap de Schot Gary Anderson met 7-5 en werd daarmee voor het eerst wereldkampioen. Hij was daarbij de eerste speler ooit die een 9-darter in de finale gooide. Tijdens het PDC-wereldkampioenschap 2012 prolongeerde Lewis zijn wereldtitel door in de finale zijn landgenoot Andy Hamilton met 7-3 te verslaan.
Na twee mindere jaren en afgezakt te zijn naar de tweede plaats is Lewis sinds het EK van 2013 weer helemaal terug. Hij won het European Darts Championship door o.a. Michael van Gerwen in de halve finale en titelverdediger Simon Whitlock in de finale te verslaan. 
In het daaropvolgende World Matchplay wist hij tot de halve finale niet in zijn ritme te komen en wint hij met matig spel zijn wedstrijden. In de halve finale trof hij wederom Michael van Gerwen. Door het snelle spel van Van Gerwen kon ook Lewis makkelijker in zijn ritme komen en werd het een hoogwaardige wedstrijd. Wederom was Lewis de sterkste tegen Van Gerwen en kon Lewis naar de finale waar hij Phil Taylor trof die al 5 jaar ongeslagen is in dit toernooi. Beide mannen, uit Stoke-on-Trent, lieten zeer hoog niveau zien. Echter liet Lewis veel kansen liggen in deze wedstrijd die hij in andere wedstrijden in het toernooi niet liet liggen. Taylor won de wedstrijd met 18-13. Lewis won op 9 maart 2014 de UK Open 2014 door in de finale Terry Jenkins met 11-1 te verslaan. Tijdens deze wedstrijd gooide Lewis een gemiddelde van 109.13 wat een nieuw record is in een UK Open finale.
In februari 2018 kreeg hij een voorwaardelijke schorsing en een boete nadat hij zijn tegenstander José Justicia een duw gaf tijdens een kwalificatietoernooi voor de UK Open 2018. Zijn carrière zit dan in een dip, in november 2019 speelt hij eindelijk weer eens sterk in de Grand Slam of Darts.

## Bijnaam Jackpot
Lewis dankt zijn bijnaam 'Jackpot' aan een verblijf in Las Vegas tijdens het Desert Classic toernooi. Hij bracht daarbij een bezoek aan een casino en gooide een paar dollar in een automaat. Hij won daarmee 74.000 dollar, maar omdat hij nog geen 21 was (hij was destijds 20 jaar oud), mocht hij van de Amerikaanse regering het geld niet incasseren.

## Gespeelde finales hoofdtoernooien

### PDC
| Resultaat | Nr. | Jaar | Kampioenschap                | Tegenstander   | Score   | Variant |
| Runner-up | 1.  | 2006 | World Series of Darts        | Phil Taylor    | 5 – 13  | Legs    |
| Runner-up | 2.  | 2008 | European Darts Championship  | Phil Taylor    | 5 – 11  | Legs    |
| Runner-up | 3.  | 2010 | World Grand Prix             | James Wade     | 3 – 6   | Sets    |
| Winnaar   | 4.  | 2011 | PDC World Darts Championship | Gary Anderson  | 7 – 5   | Sets    |
| Runner-up | 5.  | 2011 | Premier League Darts         | Gary Anderson  | 4 – 10  | Legs    |
| Runner-up | 6.  | 2011 | European Darts Championship  | Phil Taylor    | 8 – 11  | Legs    |
| Winnaar   | 7.  | 2012 | PDC World Darts Championship | Andy Hamilton  | 7 – 3   | Sets    |
| Runner-up | 8.  | 2013 | World Matchplay              | Phil Taylor    | 13 – 18 | Legs    |
| Runner-up | 9.  | 2013 | The Masters                  | Phil Taylor    | 1 – 10  | Legs    |
| Winnaar   | 10. | 2013 | European Darts Championship  | Simon Whitlock | 11 – 6  | Legs    |
| Winnaar   | 11. | 2014 | UK Open                      | Terry Jenkins  | 11 – 1  | Legs    |
| Runner-up | 12. | 2014 | Players Championship Finals  | Gary Anderson  | 6 – 11  | Legs    |
| Runner-up | 13. | 2016 | PDC World Darts Championship | Gary Anderson  | 5 - 7   | Sets    |

## Nine-dart finishes
| Datum            | Tegenstander          | Toernooi                    | Methode                             | Prijs   |
| ---------------- | --------------------- | --------------------------- | ----------------------------------- | ------- |
| 3 januari 2011   | Gary Anderson         | World Darts Championship    | 3 x T20; 3 x T20; T20, T19, D12     | £10,000 |
| 31 juli 2011     | Raymond van Barneveld | European Darts Championship | 3 x T20; 3 x T20; T20, T19, D12     | -       |
| 30 december 2014 | Raymond van Barneveld | World Darts Championship    | 3 x T20; 3 x T20; T20, T19, D12     | £10,000 |
| 14 april 2016    | James Wade            | Premier League Darts        | 3 x T20; 2 x T20, T19; 2 x T20, D12 | -       |
| 13 april 2017    | Raymond van Barneveld | Premier League Darts        | 3 x T20; 3 x T20; T20, T19, D12     | -       |

## Resultaten op Wereldkampioenschappen

### PDC
- 2006: Kwartfinale (verloren van Peter Manley met 3-5)
- 2007: Laatste 16 (verloren van Andy Jenkins met 3-4)
- 2008: Kwartfinale (verloren van Kevin Painter met 2-5)
- 2009: Laatste 32 (verloren van Paul Nicholson met 3-4)
- 2010: Kwartfinale (verloren van Phil Taylor met 0-5)
- 2011: Winnaar (gewonnen in de finale van Gary Anderson met 7-5)
- 2012: Winnaar (gewonnen in de finale van Andy Hamilton met 7-3)
- 2013: Kwartfinale (verloren van Michael van Gerwen met 4-5)
- 2014: Halve finale (verloren van Michael van Gerwen met 0-6)
- 2015: Laatste 16 (verloren van Raymond van Barneveld met 3-4)
- 2016: Runner-up (verloren van Gary Anderson met 5-7)
- 2017: Laatste 16 (verloren van Raymond van Barneveld met 3-4)
- 2018: Laatste 64 (verloren van Kevin Münch met 1-3)
- 2019: Laatste 16 (verloren van Michael van Gerwen met 1-4)
- 2020: Laatste 16 (verloren van Dimitri Van den Bergh met 3-4)
- 2021: Laatste 64 (verloren van Danny Baggish met 1-3)
- 2022: Laatste 64 (verloren van Gary Anderson met 1-3)
- 2023: Laatste 64 (verloren van Damon Heta met 0-3)

## Resultaten op de World Matchplay
- 2005: Kwartfinale (verloren van Colin Lloyd met 13-16)
- 2006: Laatste 16 (verloren van Andy Hamilton met 13-15)
- 2007: Halve finale (verloren van James Wade met 7-17)
- 2008: Laatste 32 (verloren van Michael van Gerwen met 12-14)
- 2009: Kwartfinale (verloren van Phil Taylor met 3-16)
- 2010: Laatste 32 (verloren van Mark Webster met 9-11)
- 2011: Halve finale (verloren van James Wade met 10-17)
- 2012: Kwartfinale (verloren van Terry Jenkins met 12-16)
- 2013: Runner-up (verloren van Phil Taylor met 13-18)
- 2014: Kwartfinale (verloren van Gary Anderson met 8-16)
- 2015: Laatste 16 (verloren van Gerwyn Price met 10-13)
- 2016: Halve finale (verloren van Michael van Gerwen met 9-17)
- 2017: Halve finale (verloren van Phil Taylor met 9-17)
- 2018: Laatste 16 (verloren van Jeffrey de Zwaan met 9-11)
- 2019: Laatste 32 (verloren van Glen Durrant met 4-10)
- 2020: Kwartfinale (verloren van Dimitri Van den Bergh met 12-16)
- 2022: Laatste 32 (verloren van Michael van Gerwen met 7-10)